# Morgan Boulevard
Morgan Boulevard è una stazione della metropolitana di Washington, situata sul tratto comune delle linee blu e argento. Si trova a Summerfield, in Maryland (ma con un indirizzo di Landover), a circa 1,5 km dal FedExField.
È stata inaugurata il 18 dicembre 2004, insieme alla stazione di Largo Town Center.
La stazione ha un parcheggio di circa 600 posti ed è servita da autobus del sistema TheBus.